# الأسرة المصرية الرابعة
الأسرة المصرية الرابعة حكمت من عام 2613 إلى 2496 قبل الميلاد وتعتبر العصر الذهبي للدولة القديمة والحضارة المصرية ككل، حيث شهدت هذه الأسرة أكبر نهضة عمارة في بناء الأهرام بشكل كامل حتى سمي عصرها بعصر بناة الأهرام. ونجح ملوكها في الارتقاء بالاقتصاد وحركة التجارة والتعدين والتوسع الحربي في مواجهة قبائل ليبيا والنوبة، كما ازدهرت في عصرها الفنون والثقافة والفكر الديني نتيجة للاستقرار والرخاء.
كانت الأسرة الرابعة هي الثانية من بين أربع أسر تشكل كلها مجتمعة «المملكة القديمة». سيطر الملك سنفرو (أول ملوك الأسرة الرابعة) على الأراضي الواقعة من ليبيا القديمة في الغرب إلى شبه جزيرة سيناء في الشرق إلى النوبة في الجنوب.
أتاح السلام النسبي للأسرة الثالثة لحكام الأسرة الرابعة فرصة لاستكشاف المزيد من المساعي الفنية والثقافية. أدت تجارب بناء الملك سنفرو إلى التطور من الأهرامات المتدرجة المصممة على طراز المصطبة إلى الأهرامات «الحقيقية» ذات الجوانب الناعمة، مثل تلك الموجودة في هضبة الجيزة. لا توجد فترة أخرى في تاريخ مصر تضاهي الإنجازات المعمارية للأسرة الرابعة. قام كل حاكم من حكام هذه السلالة (باستثناء شبسس كاف) ببناء هرم واحد على الأقل ليكون مقبرة أو تابوتًا.

## ملوك الأسرة الرابعة
تبدأ الأسرة الرابعة بالملك سنفرو الذي تغير شكل المقبرة في عهده من شكل الهرم المدرج إلى الشكل الهرمي الكامل. أقام الملك سنفرو لنفسه هرمين في دهشور وهرم ثالث في ميدوم، وخلفه الملك خوفو باني الهرم الأكبر الذي مازال بناءه لغز يحير العلماء حتى الآن، ثم خلفه الملك جدف رع، الذي انتقل بهرمه إلى منطقة أبو رواش، ومن بعده جاء خفرع وابنه منكاورع (أو منقرع) واللذان عادا بهرميهما إلى هضبة الجيزة مرة أخرى ليكونوا أهرام الجيزة الثلاث بالإضافة إلى تمثال أبو الهول الشهير برأس انسان وجسد أسد والذي نحت في عهد الملك خفرع.
عرفت الاسرة الرابعة عدة ملكات كان لهن دور في استقرار الدولة مثل (حتب حرس) زوجة سنفرو و (ميريت إيت إس) زوجة خوفو و (مرى اس عنخ الثانية) زوجة خفرع 

#### جدول ملوك الأسرة الرابعة في مصر القديمة
| الاسم الشخصي                                           | اسم حورس  | الفترة الزمنية  | الهرم                                     | أسماء الزوجات                                          |
| ------------------------------------------------------ | --------- | --------------- | ----------------------------------------- | ------------------------------------------------------ |
| سنفرو                                                  | نب معات   | 2613–2589 ق.م   | الهرم الأحمر، هرم سنفرو المائل، هرم ميدوم | حتب حرس الأولى                                         |
| خوفو (خيبس)                                            | مجدو      | 2589–2566 ق.م   | الهرم الأكبر بالجيزة                      | ميريت إيت إس الأولى، حنوت سن                           |
| دجيدف رع (راتويسيس)                                    | خِبِر       | 2566–2558 ق.م؟  | هرم دجيدف رع                              | حتب حرس الثانية، خنتت كا                               |
| خفرع (خفرين)                                           | أوسر إب   | 2558–2532 ق.م   | هرم خفرع                                  | مرس عنخ الثالثة، خع مرر نبتي الأولى، حكنو حجيت، برسنيت |
| بيخيريس [الإنجليزية] (يُحتمل أن يكون باك رع أو باوف رع) | غير معروف | حوالي 2532 ق.م؟ | هرم زاوية العريان الشمالي غير المكتمل     | غير معروف                                              |
| منكاورع (ميكيرينوس)                                    | كاخيت     | 2532–2503 ق.م؟  | هرم منكاورع                               | خع مرر نبتي الثانية                                    |
| شبسس كاف                                               | شبسسكت    | 2503–2496 ق.م؟  | مصطبة فرعون                               | بونيفر، خنت كاوس الأولى؟                               |
| جدف بتاح (وجوده محل جدل)                               | غير معروف | 2496–2494 ق.م؟  | غير معروف                                 | خنت كاوس الأولى؟                                       |

## معرض صور

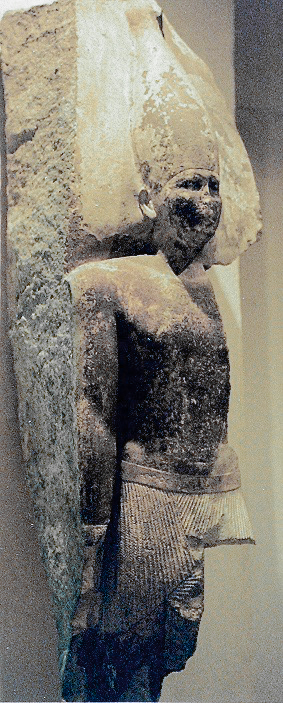
تمثال من الحجر الجيري لسنفرو . المتحف المصري
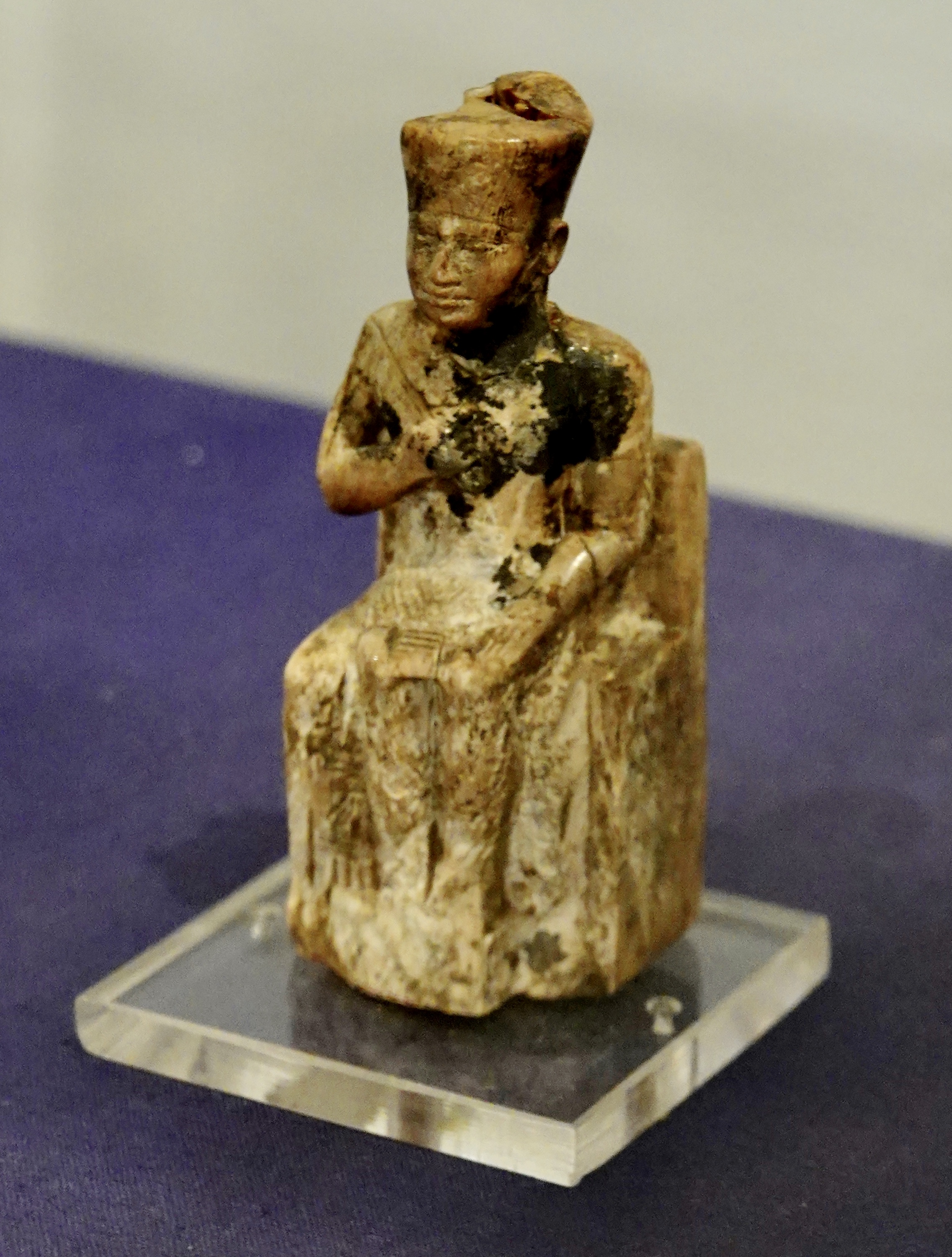
تمثال خوفو في متحف القاهرة
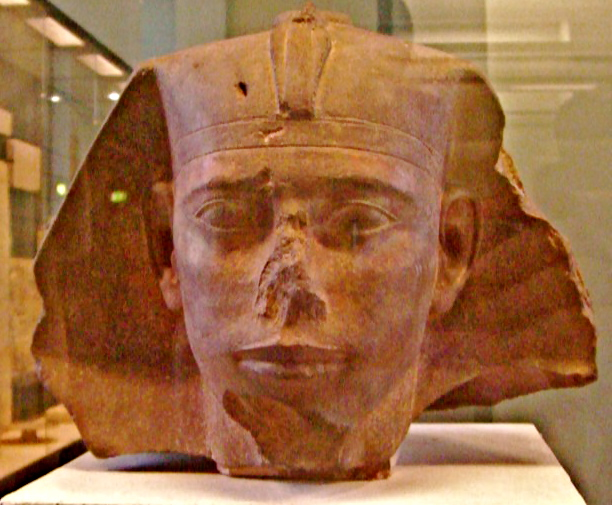
رأس تمثال من الكوارتز للملك دجيدف رع . متحف اللوفر
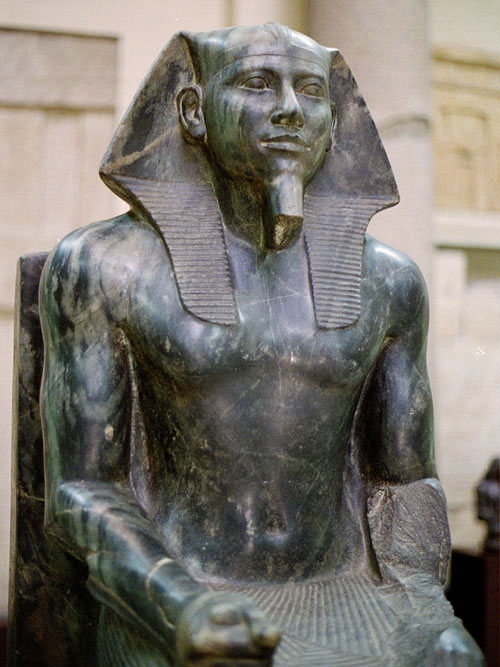
تمثال للملك خفرع . المتحف المصرى بالقاهرة
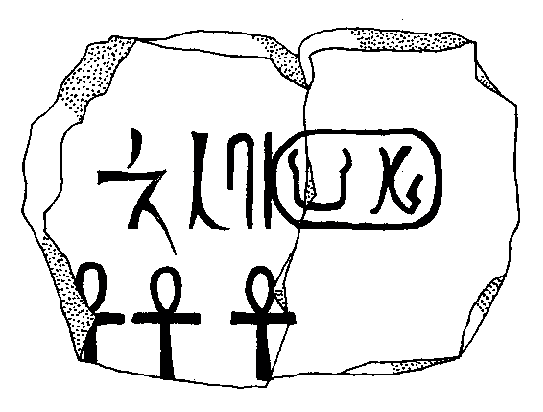
رسم لقطعة من الحجر الجيري نُقِش عليها اسم الملك بيخيريس
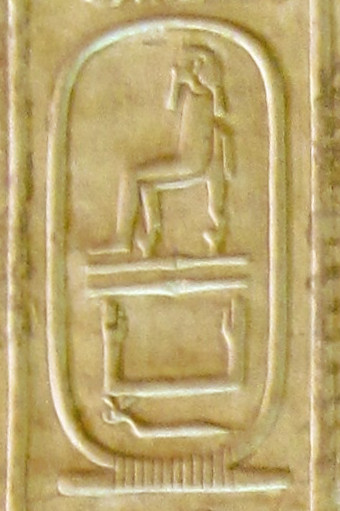
نقش لاسم الملك شبسس كاف كما يظهر على قائمة ملوك أبيدوس.
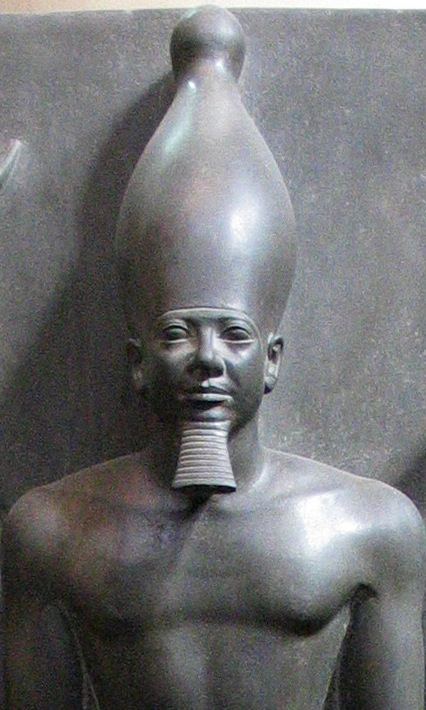
تمثال للملك منقرع